# Gneiskopf
Der Gneiskopf ist ein 2930 m hoher Berg im ostantarktischen Königin-Maud-Land. Er ragt südwestlich des Neustrujowbergs am südlichen Ende der Südlichen Petermannkette im Wohlthat-Massiv auf.

## Entdeckung und Benennung
Teilnehmer der  Deutschen Antarktischen Expedition 1938/39 unter der Leitung des Polarforschers Alfred Ritscher entdeckten und benannten ihn. Namensgeber ist Gneis, ein metamorphes Gestein, das vorherrschend ist bei diesem Berg.